# Rover SD1
Rover SD1 je označení sérií automobilů vyšší střední třídy vyráběných v letech 1976–1986 společností Rover, která byla součástí koncernu British Leyland. V označení SD1, SD znamená Specialist Division a číslice 1 představuje první vůz pocházející z tohoto konstrukčního týmu.

## Verze
Vůz nebyl nikdy uváděn na trh jako „SD1“. Vyráběné modely (po celou dobu životnosti řady, ne všechny najednou), byly označovány podle obsahu svých motorů.
- Rover 2000
- Rover 2300
- Rover 2300 S
- Rover 2300 SE
- Rover 2400 SD Turbo
- Rover 2600
- Rover 2600 S
- Rover 2600 SE
- Rover 2600 Vanden Plas
- Rover 3500
- Rover 3500 SE
- Rover 3500 Vanden Plas
- Rover 3500 Vanden Plas EFi
- Rover V8-S
- Rover 3500 Vitesse